# Jüdischer Friedhof (Rössing)
Der Jüdische Friedhof Rössing liegt in Rössing, einem Ortsteil der Gemeinde Nordstemmen im niedersächsischen Landkreis Hildesheim. Auf dem jüdischen Friedhof direkt an der nördlich verlaufenden Landesstraße L 460 und an der Kirchstraße am nordöstlichen Ortsrand sind sechs Grabsteine erhalten.